# The Kabuki Warriors
Asuka và Kairi Sane là một nhóm đô vật đồng đội đấu vật chuyên nghiệp người Nhật Bản hiện đang ký hợp đồng với WWE, nơi họ biểu diễn trên thương hiệu Raw. Họ còn được biết đến với cái tên nhóm chính thức là The Kabuki Warriors. Họ từng một lần thắng và giữ đai lâu nhất WWE Women's Tag Team Championship và biểu diễn tại sự kiện TLC: Tables, Ladders & Chairs (2019).

## Lịch sử

### WWE Women's Tag Team Champion (2019-2020)
Vào ngày 16 tháng 4 năm 2019 tại SmackDown Live, cựu tổng giám đốc SmackDown Paige xuất hiện và nói rằng cô ấy sẽ làm một quản lí cho một nhóm đô vật chuyên nghiệp mới gồm hai thành viên sẽ là đối thủ của The IIconics (Bille Kay và Peyton Royce). Một tuần sau, Paige giới thiệu Asuka và Kairi Sane  lấy tên là The Kabuki Warriors, hợp tác với Bayley và Ember Moon đánh bại The IIconics cùng Mandy Rose và Sonya Deville. The Kabuki Warriors đấu tiếp một số trận lẻ tẻ trong SmackDown ngày 30 tháng 4 và SmackDown ngày 14 tháng 5 gặp Rose và Deville, bắt đầu mục đích tranh đai WWE Women's Tag Team Championship - một chức vô địch mới của WWE. Sau khi đánh bại The IIconics trong một sự kiện đặc biệt của WWE khi đi lưu diễn tại Tokyo, Nhật Bản vào ngày 28 tháng 6 tại SmackDown, The Kabuki Warriors có cơ hội tranh đai trước IIconics trong SmackDown ngày 6 tháng 7 tuy nhiên họ đã giành chiến thắng bằng đếm, IIconics vẫn giữ đai.
Trong Raw ngày 5 tháng 8, The Kabuki Warriors tham gia trận đấu Elimination bốn người tranh đai WWE Women's Tag Team Championship nhưng bị loại bởi Alexa Bliss và Nikki Cross. Họ không thành công trong trận tái đấu tranh đai trong Raw ngày 12 tháng 8. Kabuki Warriors có trận đấu chống lại Bliss và Cross để giành đai tại Hell in a Cell, nơi họ giành được Women's Tag Team Champion, sau khi Asuka phun green mist - một loại chất hóa học màu xanh lá mà họ gọi là sương mù xanh lá, vào Cross và đá vào mặt cô ta, do đó khiến Asuka và Sane dần trở thành nhân vật phản diện lần lượt. Kabuki Warriors sau đó được chuyển sang Raw, vào ngày 14 tháng 10 trong Raw. Họ củng cố địa vị của mình trong vai phản diện vào ngày 28 tháng 10 trong Raw, bằng cách đuổi quản lí của họ, Paige, qua việc Asuka phun green mist vào mặt cô ta và chấm dứt sự dính líu tới Paige.
The Kabuki Warriors bảo toàn chức vô địch trong trận đấu với Dakota Kai và Tegan Nox trong NXT ngày 30 tháng 10 và Becky Lynch và Charlotte Flair tại Raw ngày 10 tháng 11. Tại Survivor Series, The Kabuki Warriors đại diện đến từ Raw, tham gia trận Elimination nữ 5-5 cùng Đội SmackDown và đội NXT, và Đội NXT chiến thắng. Asuka phản đồng đội, Charlotte Flair bằng việc tung green mist vào mặt cô ta khiến Flair bị loại, dẫn đến mối thù giữa họ với Becky Lynch và Charlotte Flair. The Kabuki Warriors bảo vệ thành công đai trước Lynch và Flair, Alexa Bliss và Nikki Cross trong trận đấu bốn người tại Starrcade. Họ tiếp tục thù Lynch và Flair, dẫn tới việc họ bảo vệ đai trước Lynch và Flair trong sự kiện chính của TLC: Tables, Ladders & Chairs, mà Kabuki Warriors chiến thắng. Điều này dẫn tới Asuka bắt đầu mối thù với Lynch vào năm 2020 qua chức vô địch WWE Raw Women's Championship, Asuka không thể thắng trong các trận sau Royal Rumble và trong Raw ngày 10 tháng 2.
The Kabuki Warriors bắt đầu thù Bliss và Cross, dẫn tới trận đấu giữa hai đội tại WrestleMania 36, nơi họ để thua và mất đai. Họ không thành công giành lại đai vô địch trong trận tái đấu với Bliss và Cross vào ngày 10 tháng 4 trong SmackDown.

### Asuka vô địch Raw Women's Champion (2020)
Trong Raw ngày 13 tháng 4, Asuka đánh bại Ruby Riotts qua đó đủ điều kiện tham dự trận Money in the Bank trong khi Kairi Sane thua Nia Jax trong trận vòng loại. Asuka tiếp tục thắng tại sự kiện cùng tên, và giành đai bản hợp đồng dành cho nữ cho phép cô có thể giành được một danh hiệu trong tương lai, thời gian và địa điểm là do cô quyết định. Đêm tiếp theo trong Raw, Asuka được Becky Lynch trao tặng Raw Women's Champion do cô ta mang thai khiến đai bỏ trống, và Asuka ôm lấy Lynch, kết quả là The Kabuki Warriors trở thành nhân vật chính diện. Kabuki Warriors sau đó thù với Bayley và Sasha Banks, khi Banks và Asuka thi đấu trong một trận đấu tranh danh hiệu tại The Horrow Show at Extreme Rules sau khi Bayley can thiệp và đếm để Banks giành chiến thắng dù Banks không được công nhận là nhà vô địch. Trong Raw ngày 27 tháng 7, Sane bị tấn công dữ dội trong hậu trường bởi Bayley trong trận tranh đai Raw Women's Champion giữa Asuka và Banks dẫn tới Asuka chạy vào trong hậu trường và mất danh hiệu thông qua luật đếm. Cuộc tấn công được thực hiện nhằm đưa Sane ra khỏi cốt truyện do cô tuyên bố rời WWE, quay trở lại Nhật Bản để sống cùng chồng trên Twitter. The Kabuki Warriors giải tán hiệu quả.

## Các chức vô địch và danh hiệu

#### WWE
- WWE Raw Women's Championship (1 lần) – Asuka
- WWE Women's Tag Team Championship (1 lần)
- Money in the Bank (Nữ 2020) - Asuka
- WWE Year-End Award cho WWE SmackDown Tag Team Champion (2019)